# Badovac-tó
A Badovac-tó egy mesterséges tó Koszovóban, Pristina délkeleti határában. A Badovac-tó 1,7 négyzetkilométernyi felületű. A tavat a Gračanka folyón épített gát segítségével hozták létre, mely közvetlenül a tóba folyik annak bal partján. A víztároztó 4,6 kilométer hosszú és 29 méter mély. A Gračanka-folyó a Stinica folyó egyik mellékfolyója.

## Fordítás
Ez a szócikk részben vagy egészben  a   Badovac Lake című angol Wikipédia-szócikk ezen változatának fordításán alapul.  Az eredeti cikk szerkesztőit annak laptörténete sorolja fel. Ez a jelzés csupán a megfogalmazás eredetét és a szerzői jogokat jelzi, nem szolgál a cikkben szereplő információk forrásmegjelöléseként.